# Спрятать Викторию
«Спрятать Викторию» (англ. Hiding Victoria) — драма Дэна Чинандера. Премьера в США состоялась 10 января 2007 года.

## Сюжет
22-летняя проститутка и воровка Виктория Уокер должна выбрать: либо отправиться за решётку, либо найти работу.
Из-за её репутации никто не хочет с ней связываться.
Неожиданно её приглашает в качестве помощницы по хозяйству 77-летняя жительница Палм-Бич Алтеа Джеффри.
Виктория, проникнувшись к своей работодательнице, рассказывает свои самые сокровенные тайны.
И пожилой даме, оказывается, есть что скрывать…

## В ролях
| Актёр            | Роль                   |
| ---------------- | ---------------------- |
| Анита Джиллетт   | Алтеа Джеффри          |
| Марго Харшман    | Виктория Уокер         |
| Майкл Вайзмен    | Лэнни                  |
| Тод Шерри        | Винсент                |
| Эвери Соммерс    | Сара                   |
| Кевин Дин-Хэккет | Роберт                 |
| Майкл Пол Лэвин  | Дэвид Уокер            |
| Стив Бэрни       | мистер МакМиллан       |
| Джо Петрулло     | судья Томас            |
| Рейчел Кэннен    | молодая Виктория Уокер |
| Пит Флеча        | Палм Бич Пит           |
| Тодд М. Вэбстер  | Бэрри Роуз             |

## Премьера
Премьера фильма состоялась 10 ноября 2006 года в США.

## Награды
- Три премии на Эшвиллском кинофестивале от аудитории и за лучший фильм.
- Две премии на Сан-Фердинандском кинофестивале за лучший фильм.